# BEDNAR FMT
 (septembre 2024).
BEDNAR FMT s.r.o. est un fabricant tchèque de machines agricoles, spécialisé dans la conception et la production d'équipements pour le travail du sol, le semis, la fertilisation, la gestion des résidus de culture, le binage et le strip-till,.

## Histoire
La société a été fondée en 1997 sous le nom de STROM Export s.r.o. par Ladislav Bednář et ses associés, en se focalisant initialement sur l'exportation de machines agricoles tchèques. Au fil des années, elle a commencé à produire ses propres machines, la première étant le déchaumeur à disques DISK PROFI, lancé en 1998. Depuis, BEDNAR a élargi sa gamme de produits et modernisé son site de production, basé à Rychnov nad Kněžnou.
En 2013, l'entreprise a été renommée BEDNAR FMT, lorsque Ladislav Bednář est devenu le propriétaire unique. L'entreprise propose une large gamme d'outils agricoles, notamment des déchaumeurs à disques, des semoirs et des bineuses pour toute taille d'exploitations, et notamment pour les plus grandes. Certaines machines sont développées pour l'agriculture de précision, afin de diminuer l'empreinte carbone des activités agricoles. BEDNAR présente régulièrement ses produits lors de salons agricoles internationaux tels que l'Agritechnica et le SIMA.
L'entreprise distribue ses produits dans de nombreux pays d'Europe, d'Amérique du Nord et du Sud, d'Asie et d'Australie.

## Record
En 2023, le déchaumeur à disques SWIFTERDISC XE 18400 MEGA a établi un record du monde en déchaumant 769,36 hectares en 24 heures,.
Informations techniques sur ce record :
- Profondeur de travail : 7 cm
- Consommation moyenne de carburant : 3,1 l/ha
- Vitesse maximale de travail : 21 km/h
- Débit de chantier moyen : 32,6 ha/heure
- Distance parcourue : 450,7 km
- Consommation totale de carburant : 2 355,6 l

### Référence
1. ↑  « https://www.gleif.org/lei-files/20170831/GLEIF/20170831-GLEIF-concatenated-file.zip »
2. ↑  « Bednar », sur LaFranceAgricole (consulté le 4 septembre 2024)
3. ↑  « Machines agricoles par fabricant tchèque », sur BEDNAR FMT (consulté le 4 septembre 2024)
4. ↑  « Bednar FMT passe la barre des 100 millions d’euros »
5. ↑  « Bednar », sur MaterielAgricole (consulté le 4 septembre 2024)
6. ↑  (en) Steven Vale, « Cultivation record for John Deere and Bednar », sur Profi, 26 septembre 2023 (consulté le 4 septembre 2024)
7. ↑  (cs) « 24 HOURS RECORD », sur BEDNAR FMT (consulté le 4 septembre 2024)